# A malakkai nő
A malakkai nő (eredeti cím: La dame de Malacca) 1937-ben bemutatott fekete–fehér francia filmdráma Marc Allégret rendezésében. Magyarországon 1939. április 27-én mutatták be.
A film német verzióját Andere Welt címen szintén 1937-ben mutatták be, rendezte Marc Allégret és Alfred Stöger.

## Cselekménye
Hogy elkerülje a tanárnők sivár életét, a fiatal Audrey Greenwood gyermekkori barátja, Carter ezredorvos felesége lesz. Úton férje indiai állomáshelyére, a hajón megismerkedik a maláj szultánnal, Selim herceggel. A férj elsősorban a karrierjével törődik és elhanyagolja a feleségét. Selim herceg azonban beleszeretett a szép európai asszonyba, Indiába érkezve be is vallja neki szerelmét. Audrey sem közömbös a herceg iránt, de hű marad férjéhez. 
Lady Brandmore, az alkirály felesége tudomást szerez találkozójukról. Mivel nem tűrheti a szerinte angol erkölcsökbe ütköző találkozást, felszólítja Cartert, hogy a botrány elkerülése érdekében váljon el. Férj és feleség között összetűzésre kerül sor. Audrey elmegy otthonról és a nőegylet ülésén tisztázni akarja magát az alaptalan rágalom alól. Ott azonban Lady Brandmore sértő szavai annyira felháborítják, hogy belebetegszik. Selim herceg felkeresi őt és önfeláldozó ápolásával megmenti az életét. Carter végül beleegyezik a válásba, és Audrey Selim herceg felesége lesz.

## Szereplők
- Edwige Feuillère – Audrey Greenwood
- Pierre Richard-Willm – Selim herceg
- Magdeleine Bérubet – Mlle Tramont
- Charlotte Clasis– Audrey barátnője
- Jean Debucourt – sir Eric Temple
- Jacques Copeau – lord Brandmore
- Betty Daussmond – lady Lyndstone
- William Aguet – Gérald
- Robert Ozanne – újságíró
- René Fleur – újságíró
- Bernard Blier – újságíró motorral
- René Bergeron – orvos
- Gabrielle Dorziat – lady Brandmore
- Colette Proust – angol hölgy
- Michèle Lahaye – angol hölgy
- Liliane Lesaffre – lady Johnson
- Marthe Mellot – la sous-maîtresse
- Jean Wall – Carter ezredorvos
- Alexandre Mihalesco – Sirdar Raman
- Foun-Sen – szobalány
- Ky Duyen – a japán